# خاورگرایی

تابلوی زنان الجزایری اثر اوژن دولاکروا، یکی از نخستین آثار موجود از حضور نقاشان غربی در جوامع خاورمیانه‌ای و شرقی است.

در مطالعات تاریخ هنر، ادبیات و مطالعات فرهنگی، خاورگرایی  یا اورینتالیسم (انگلیسی: Orientalism) به معنی تقلید یا به تصویر کشیدن دنیای شرق است. این تصاویر معمولاً توسط نویسندگان، هنرمندان و طراحان جهان غرب کشیده می‌شدند. به‌طور اخص نقاشی خاورگرایانه که بیش‌تر معطوف به تصویرگری از خاورمیانه بود، یکی از تخصص‌های هنر آکادمیک در قرن نوزدهم میلادی بود. ادبیات غربی نیز توجه مشابهی به تم‌ها شرقی نشان داد.
با انتشار کتاب خاورگرایی نوشتهٔ ادوارد سعید در سال ۱۹۷۸ میلادی این اصطلاح در گفتمان آکادمیک نیز رایج شد. ادوارد سعید در مقدمهٔ کتاب معروف خود، خاورگرایی، این مفهوم را این گونه تعریف می‌کند: «خاورگرایی عبارت از نوعی سبک فکری است که بر مبنای یک تمایز شناختی و شناخت‌شناختی است که میان «خاور» و (غالب موارد) «غرب» قرار دارد.»

## نگارخانه

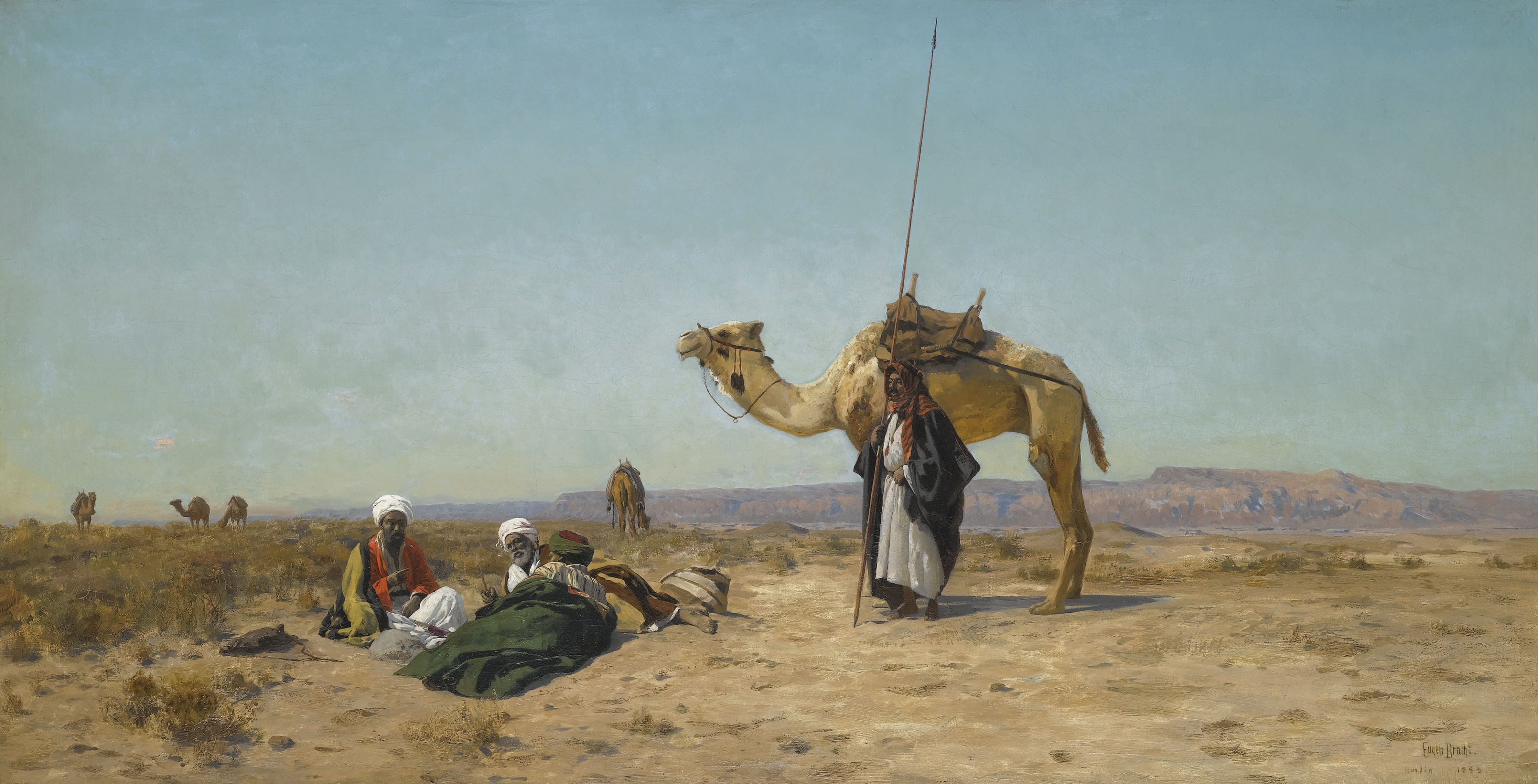
استراحت در صحرای سوریه، اثر اویگن براشت
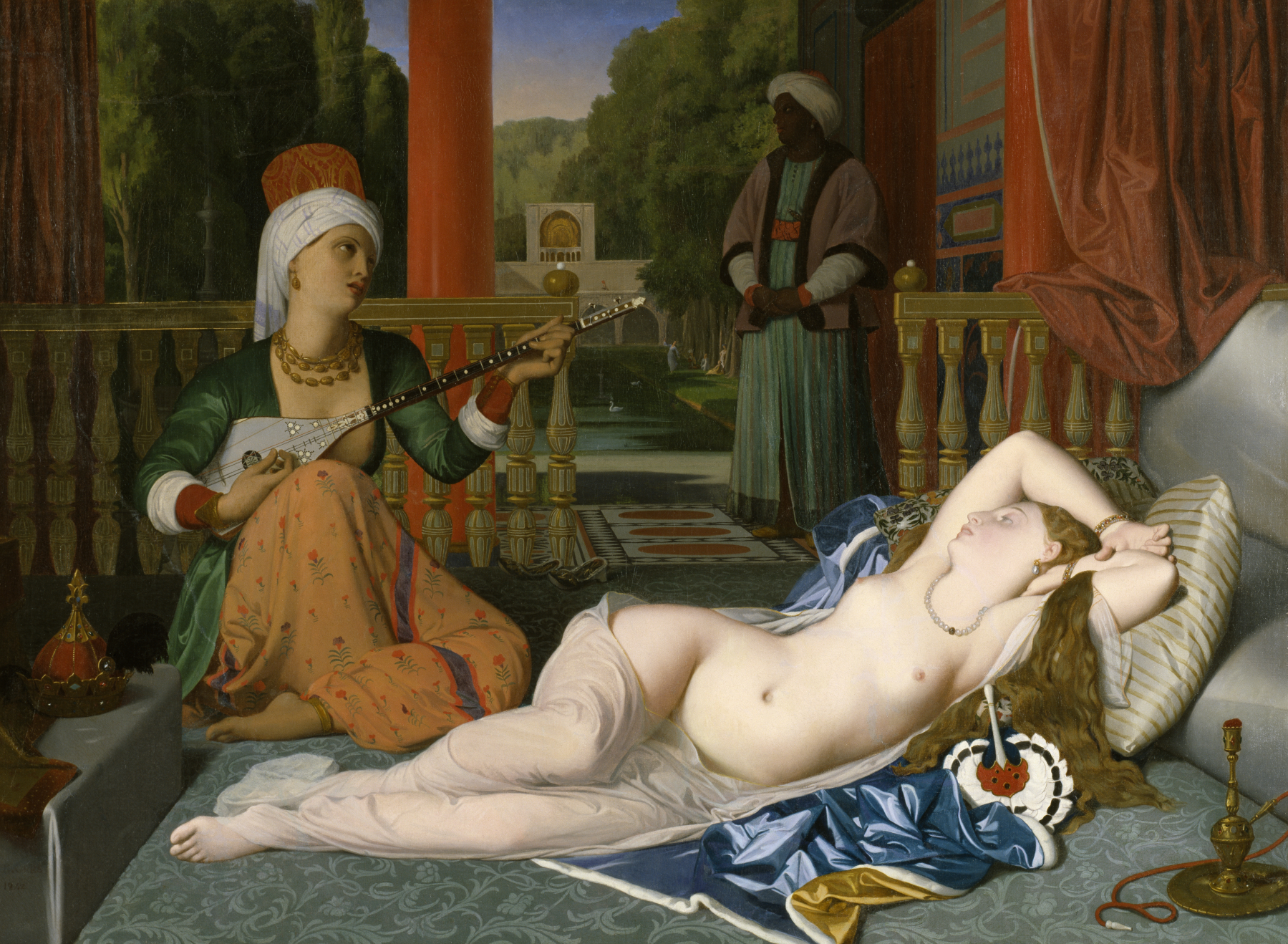
زن حرم‌سرا و برده، اثر دومینیک آگوست اینگرس
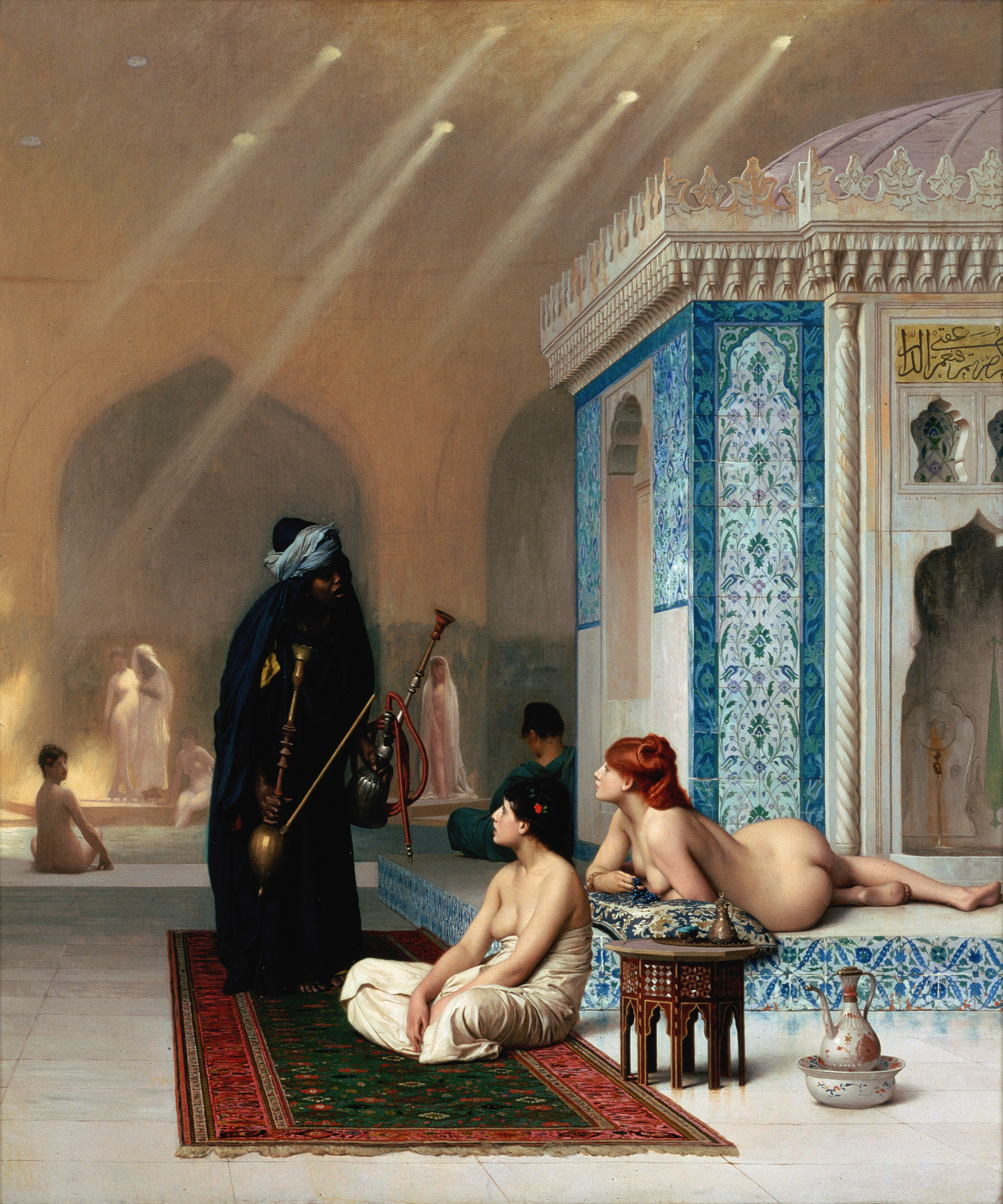
استخر در حرم‌سرا، اثر ژان لئون ژروم
مسجد کبود تبریز ۱۸۷۲ م. اثر جولز لورنس
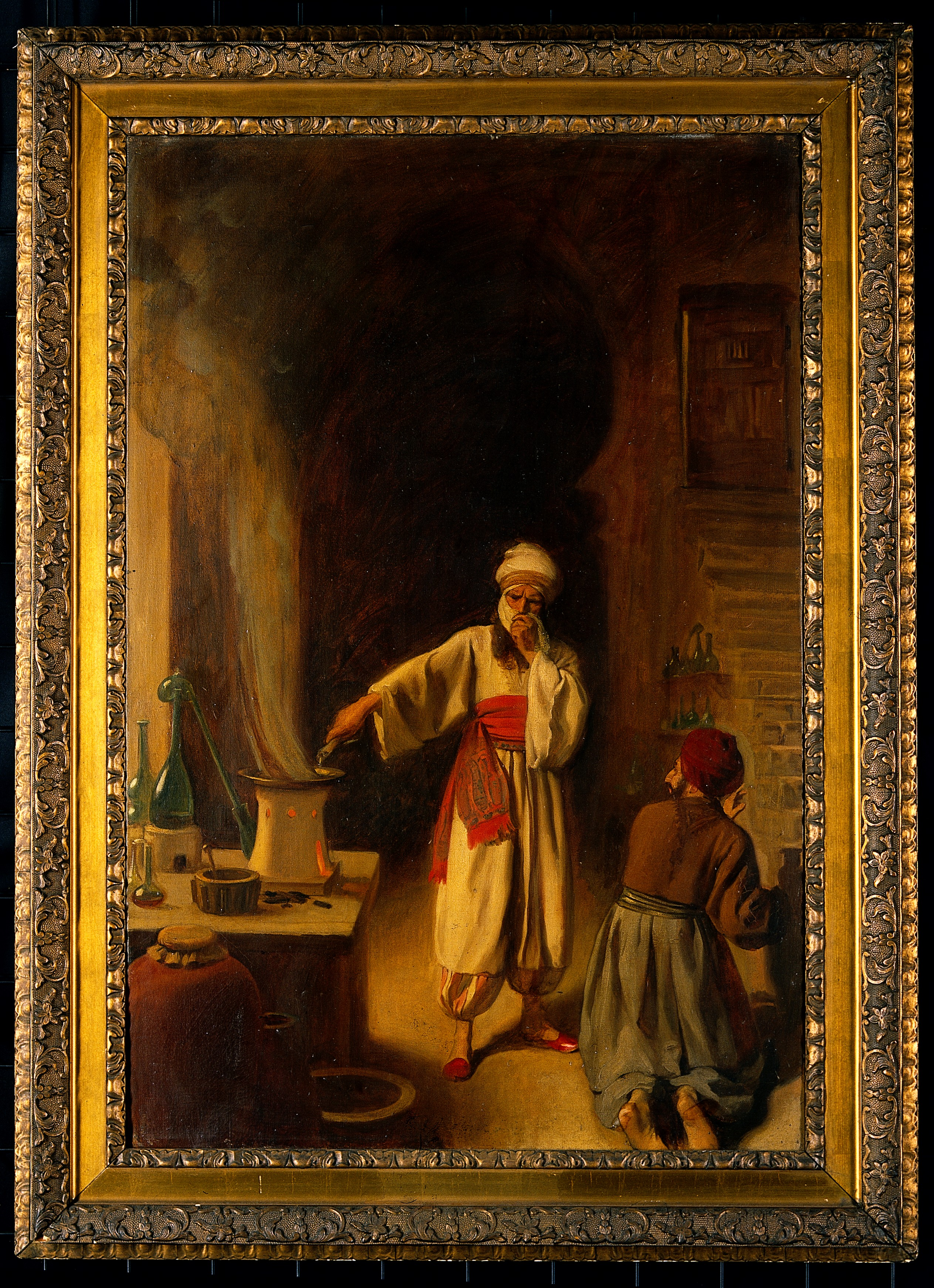
رازی در آزمایشگاهش،اثر ارنست برود
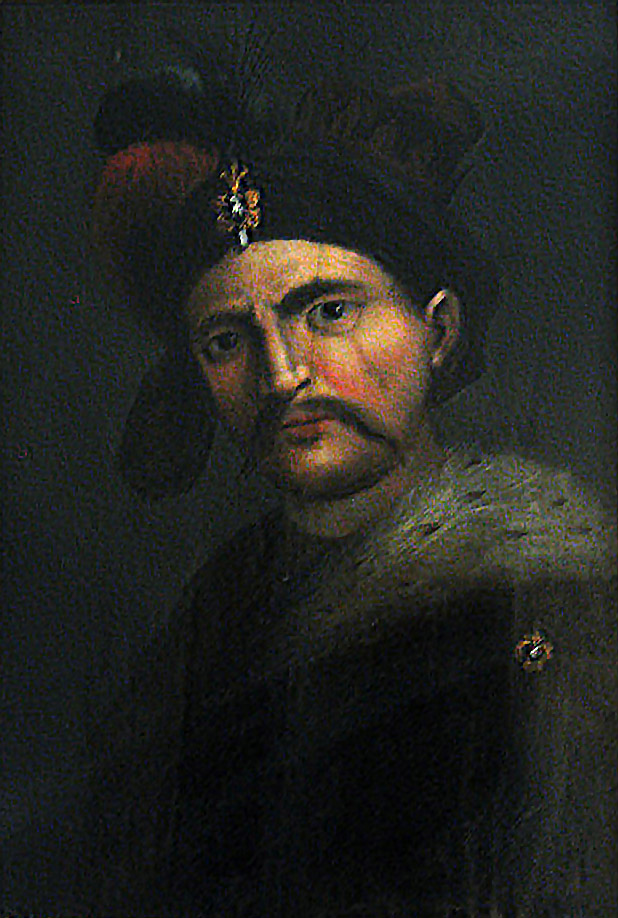
شاه عباس صفوی، اثر هنرمند ناشناخته ایتالیایی
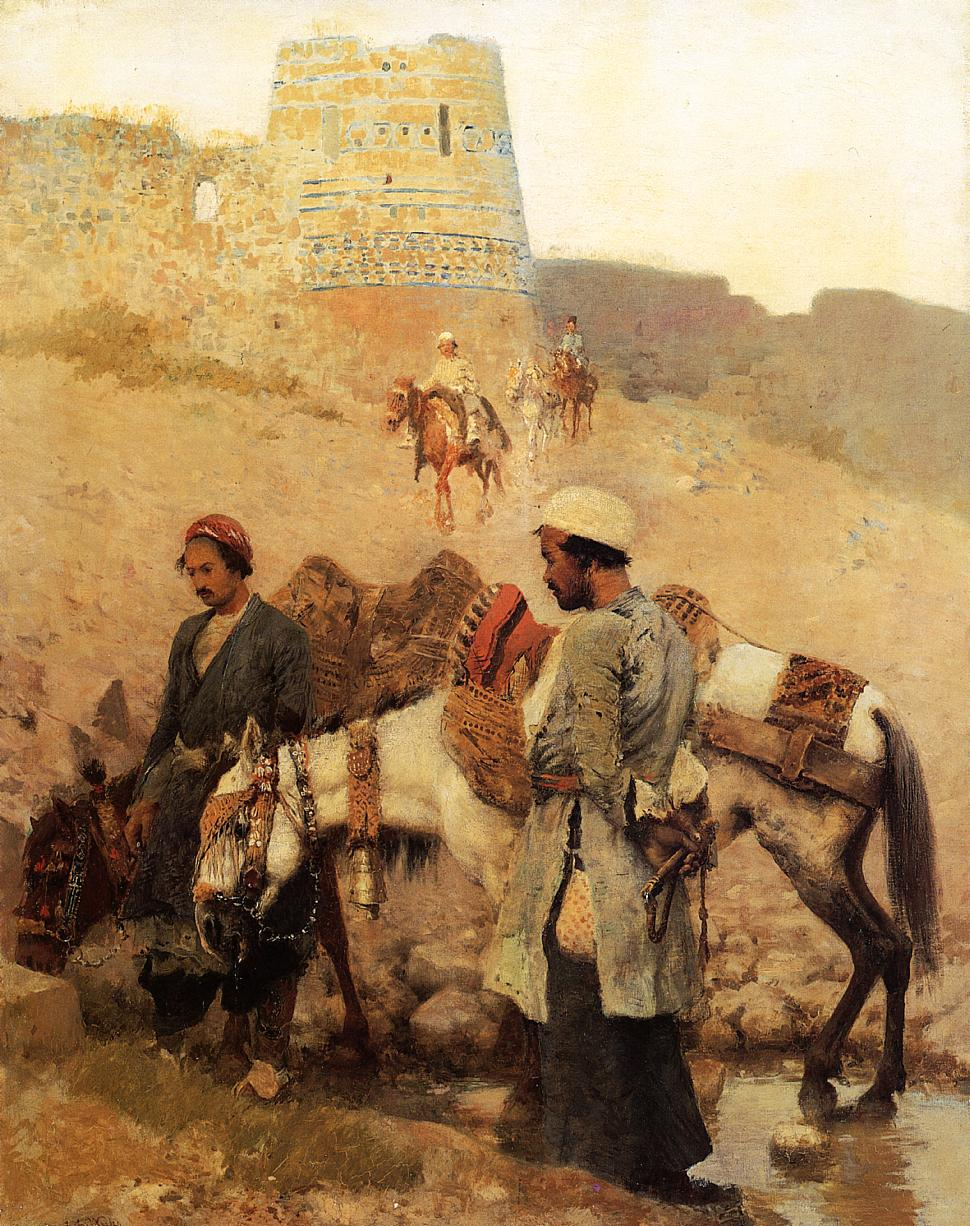
سفر در ایران، اثر ادوین لرد ویکس ۱۸۹۵
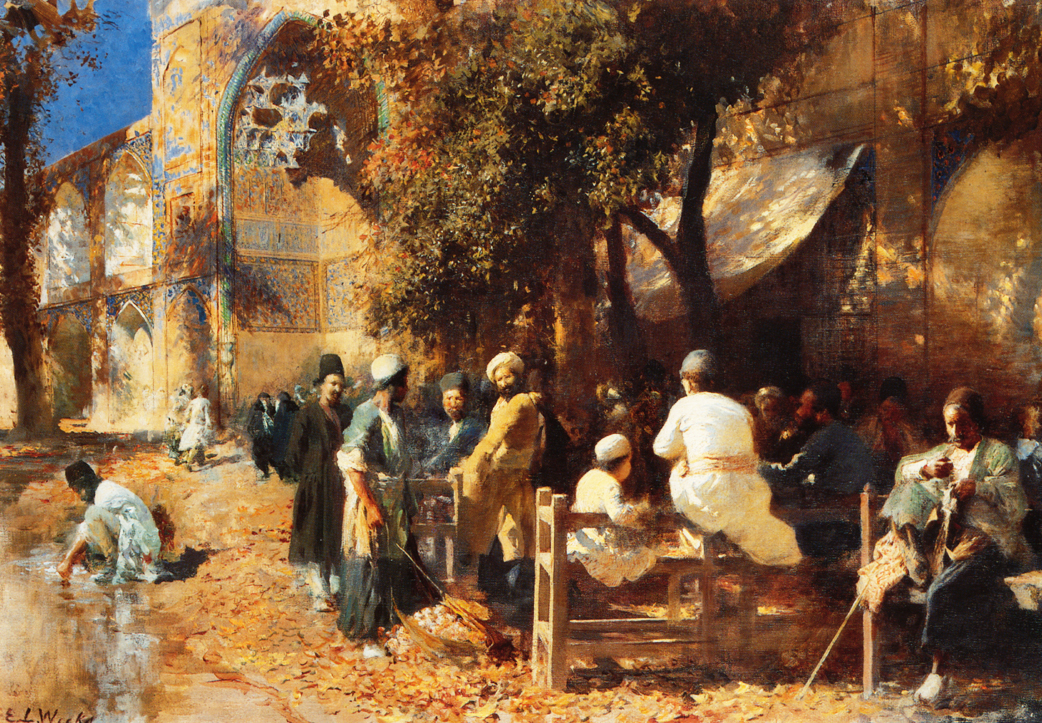
قهوه خانه ایرانی، اثر ادوین لرد ویکس